# Mágocs
Mágocs (em croata:   Magoč, em alemão:   Magotsch) é uma cidade da Hungria, situada no Condado de Baranya. Tem 42,54 km² de área e sua população em 2019 foi estimada em 2.191 habitantes.